# Josh Davis (natation)
Pour les articles homonymes, voir Josh Davis.
Joshua Clark Davis, né le 1er septembre 1972 à San Antonio, est un nageur américain. Lors des Jeux olympiques d'été de 1996 disputés à Atlanta, il a obtenu la médaille d'or lors des relais 4 × 100 m nage libre et 4 × 200 m nage libre. Il a également gagné une troisième médaille d'or pour avoir participé aux series du relais 4 × 100 m quatre nages qui a été remporté par les États-Unis. En 2000 à Sydney, il ajoute deux médailles olympiques en argent à son palmarès grâce aux relais.

## Palmarès

### Jeux olympiques
- médaille d'or au relais 4 × 100 m nage libre aux Jeux olympiques d'Atlanta en 1996
- médaille d'or au relais 4 × 200 m nage libre aux Jeux olympiques d'Atlanta en 1996
- médaille d'or au relais 4 × 100 m quatre nages aux Jeux olympiques d'Atlanta en 1996
- médaille d'argent au relais 4 × 100 m nage libre aux Jeux olympiques de Sydney en 2000
- médaille d'argent au relais 4 × 200 m nage libre aux Jeux olympiques de Sydney en 2000

### Championnats du monde

#### Grand bassin
- médaille d'or au relais 4 × 100 m nage libre à Rome en 1994

#### Petit bassin
- médaille d'or au relais 4 × 200 m nage libre à Athènes en 2000
- médaille d'argent au relais 4 × 100 m nage libre à Athènes en 2000

### Championnats pan-pacifiques
- médaille d'or au 200 m nage libre à Kobe en 1993
- médaille d'or au relais 4 × 100 m nage libre à Kobe en 1993
- médaille d'or au relais 4 × 200 m nage libre à Fukuoka en 1997
- médaille d'argent au 200 m nage libre à Fukuoka en 1997
- médaille d'argent relais 4 × 100 m nage libre à Sydney en 1999
- médaille d'argent relais 4 × 200 m nage libre à Sydney en 1999

### Jeux panaméricains
- médaille d'or au 400 m nage libre à Mar del Plata en 1995
- médaille d'or au relais 4 × 100 m nage libre à Mar del Plata en 1995
- médaille d'or au relais 4 × 200 m nage libre à Mar del Plata en 1995
- médaille de bronze au 200 m nage libre à Mar del Plata en 1995